# Mexico International 1966
Die Mexico International 1966 im Badminton fanden vom 24. bis zum 27. November 1966 in Mexiko-Stadt statt. Es waren Starter aus Peru, den USA und aus Mexiko am Start.
Im Halbfinale des Herreneinzels siegten Antonio Rangel gegen Oscar Luján  mit 15-12 und 15-5 und Raúl Rangel gegen Rod Starkey. Im Viertelfinale des Doppels gewannen die Rangel-Brüder gegen Jimmy Lynch und Salvador Peniche.

## Finalresultate
| Disziplin    | Sieger                         | Finalist                         | Ergebnis           |
| ------------ | ------------------------------ | -------------------------------- | ------------------ |
| Herreneinzel | Antonio Rangel                 | Raúl Rangel                      | 15-12, 15-6        |
| Dameneinzel  | Carolina Allier                | Carlene Starkey                  | 11-9, 11-9         |
| Herrendoppel | Raúl Rangel Antonio Rangel     | Rod Starkey Guillermo Allier     | 15-9, 15-6         |
| Damendoppel  | Carlene Starkey Lucero Soto    | Carolina Allier Ernestina Rivera | 15-12, 13-18, 15-3 |
| Mixed        | Oscar Lujan Josefina de Tinoco | Rod Starkey Carlene Starkey      | 15-10, 15-13       |